# Cyrtolobus pallidifrontis
Cyrtolobus pallidifrontis är en insektsart som beskrevs av Emmons. Cyrtolobus pallidifrontis ingår i släktet Cyrtolobus och familjen hornstritar. Inga underarter finns listade i Catalogue of Life.